# Katharina Knie (Musical)
Katharina Knie ist ein Musical von Mischa Spoliansky, das auf dem gleichnamigen „Seiltänzerstück“ von Carl Zuckmayer beruht, textlich bearbeitet von Robert Gilbert, der auch die Gesangstexte schrieb. Das Werk erlebte seine Uraufführung am 20. Januar 1957 im Staatstheater am Gärtnerplatz in München. Die Rollen müssen nicht unbedingt mit ausgebildeten Sängern besetzt werden, auch singende Schauspieler sind dafür geeignet. Bei der Uraufführung spielte Hans Albers den alten Knie. Mit dieser Rolle verabschiedete er sich von der Bühne.

## Orchester
- Große Fassung: Zwei Flöten, zwei Oboen, zwei Klarinetten, zwei Fagotte, vier Hörner, drei Trompeten, drei Posaunen, Harfe, Klavier, Gitarre, Schlagwerk und Streicher
- Kleine Fassung: Flöte, Oboe, zwei Klarinetten, Fagott, Trompete, Kontrabass, Klavier und Schlagwerk

## Handlung
Das Stück spielt nach 1924 in einer hessischen Weingegend.
Wieder einmal gastiert der Wanderzirkus Knie auf dem Marktplatz der kleinen Stadt in Hessen. Dem Unternehmen geht es schlecht, denn die grassierende Inflation macht ihm arg zu schaffen. Trotzdem hält die Artistentruppe eisern zusammen. Nicht zuletzt ist dies das große Verdienst des Chefs der Truppe, Karl Knie, den alle nur liebevoll „Vater Knie“ nennen. Als der Gerichtsvollzieher auftaucht, findet er nichts Pfändbares; denn Vater Knie hatte von dritter Seite einen Wink bekommen, wodurch es der Truppe gelungen war, alle Sachen von einem gewissen Wert in Sicherheit zu bringen. – Sorge bereitet Karl Knie auch Tochter Katharina, sein einziges Kind. Er sähe es liebend gerne, wenn sie endlich heiratete und Nachwuchs bekäme, aber davon will Katharina noch nichts wissen.
Gleich am ersten Gastspielabend bekommt der Zirkus unerwarteten Besuch: Polizeikommissär Dillinger eröffnet Karl Knie, jemand von seinem Zirkus habe beim Großbauern Martin Rothacker drei Sack Hafer gestohlen. Reumütig bekennt Katharina ihre Schuld. Sie habe nur für ihr Lieblingstier, das Eselchen Marli, Futter besorgen wollen. Nun bricht für Karl Knie eine Welt zusammen, denn Ehrlichkeit hat für ihn schon immer als eine der höchsten Tugenden gegolten. Er befiehlt seiner Tochter, das Diebesgut zurückzubringen.
Martin Rothacker, der bestohlene junge Landwirt, findet sofort Gefallen an der hübschen Katharina und schenkt ihr das Futter. Er schlägt ihr sogar vor, für ein Jahr bei ihm auf dem Hof zu bleiben. Dabei könne sie bei seiner Mutter Landwirtschaft und Haushaltsökonomie lernen, was ihr sicher später einmal von großem Nutzen sein werde. Rasch freundet sich Katharina mit diesem Plan an. Ihr Vater gibt seinen Segen dazu, weil er glaubt, seine Tochter so gut zu kennen, dass sie es eh nicht lange auf dem Gutshof aushalten werde. Doch hier irrt Vater Knie.
Ein Jahr später gastiert der Zirkus erneut in der Stadt. Als die erste Vorstellung beginnt, entdeckt Vater Knie seine Tochter im Publikum. Dabei steigert sich seine Freude zur Euphorie. Er glaubt, Katharina habe zum Zirkus zurückgefunden. Erst beflügelt ihn dieser Gedanke zu Höchstleistungen, doch kurz danach gerät er ins Straucheln. Abrupt bricht er seine Nummer ab.
Aus Freude über die Rückkehr der Tochter lädt Vater Knie alle Artisten zu einer Feier ein. Dabei entgeht ihm aber, dass eigentlich außer ihm niemand zum Feiern zumute ist. Längst hat sich herumgesprochen, dass sich Katharina mit Rothacker verlobt hat und nur gekommen ist, um sich ganz vom Zirkus zu verabschieden. Als Katharina schließlich mit ihrem Vater alleine ist und ihm die bittere Wahrheit eröffnen will, stirbt ihr Vater. Die beabsichtigte Heirat bekommt er nicht mehr mit.
Nach der Beerdigung versammelt sich die Trauergesellschaft im Zirkuszelt. Die Artisten sind tief bedrückt, glauben sie doch, das Ende des Zirkus sei greifbar nahe. Katharina erklärt der alten Rothackerin, nach dem, was vorgefallen sei, könne sie den Zirkus nicht im Stich lassen. Das Erbe ihres Vaters bedeute für sie eine Verpflichtung. Sie habe all ihre Ersparnisse abgehoben und ihren Verlobungsring verkauft. Mit dem Erlös werde sie die Schulden des Unternehmens begleichen und vor der Zwangsversteigerung retten. Mit dem Ruf „Anspannen!“ führt sie den Zirkus in eine neue Zukunft. Die Artisten beginnen zu jubeln und packen mit großer Freude an.

## Musik
Das Werk enthält kabarettistische Chansons, teilweise verpackt in prickelnde Jazz-Rhythmen, die geschickt als Glanzlichter in das Stück eingesetzt werden. Für die Gruppen-Rollen benötigt man einen siebenstimmigen Kammerchor.